# Labège
Labège è un comune francese di 3 907 abitanti situato nel dipartimento dell'Alta Garonna nella regione dell'Occitania.

## Società

### Evoluzione demografica
Abitanti censiti

## Monumenti

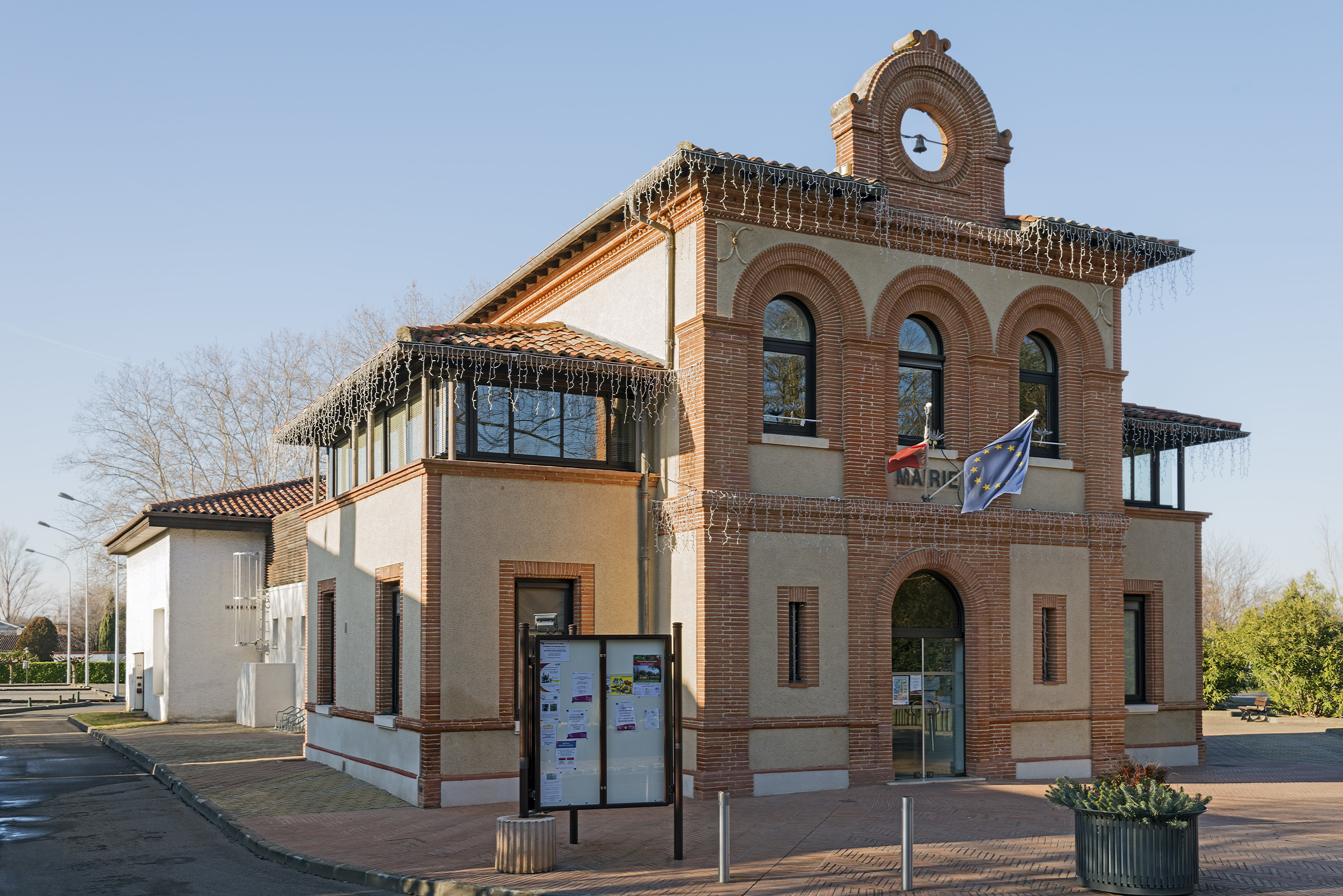
Municipio
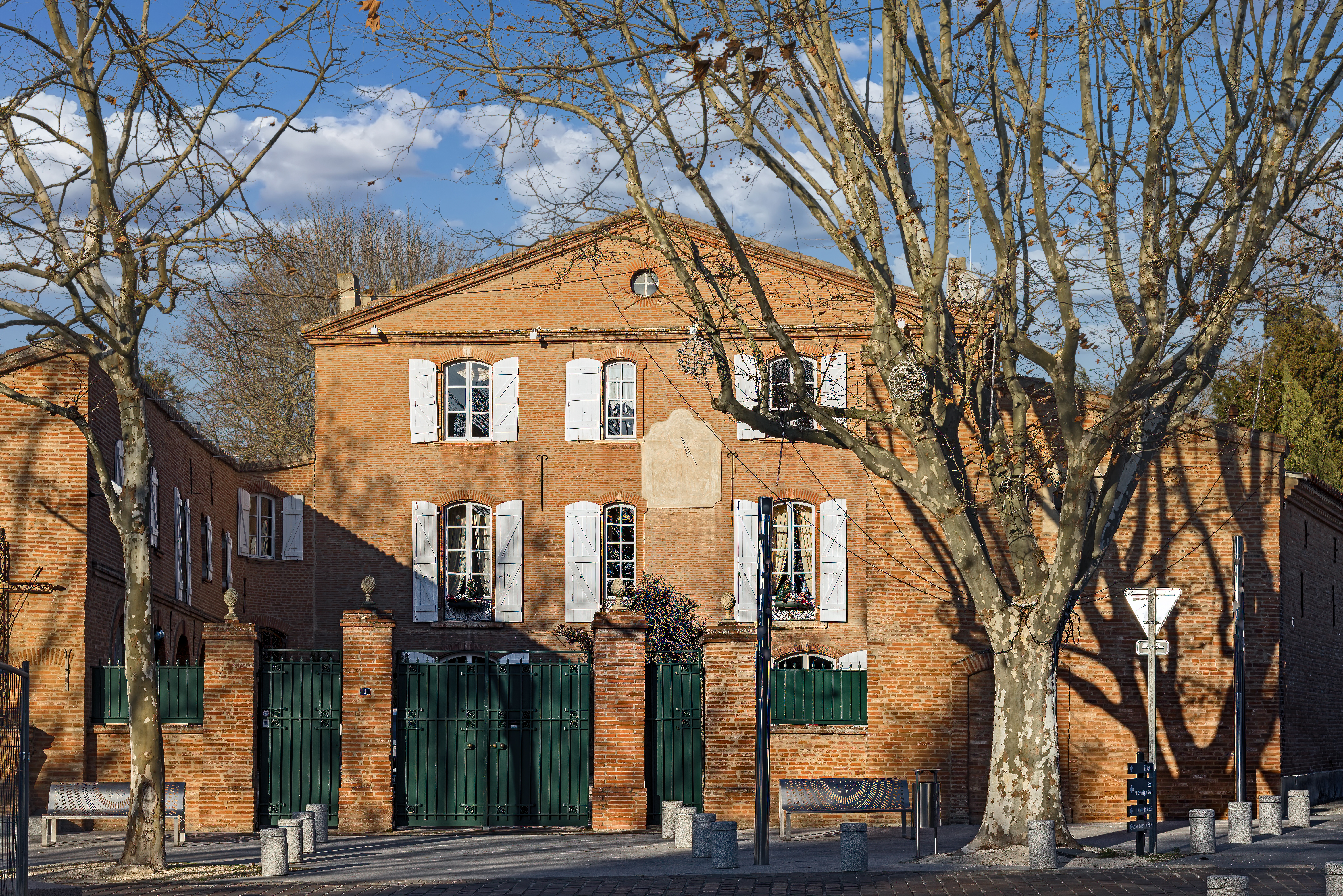
Maniero
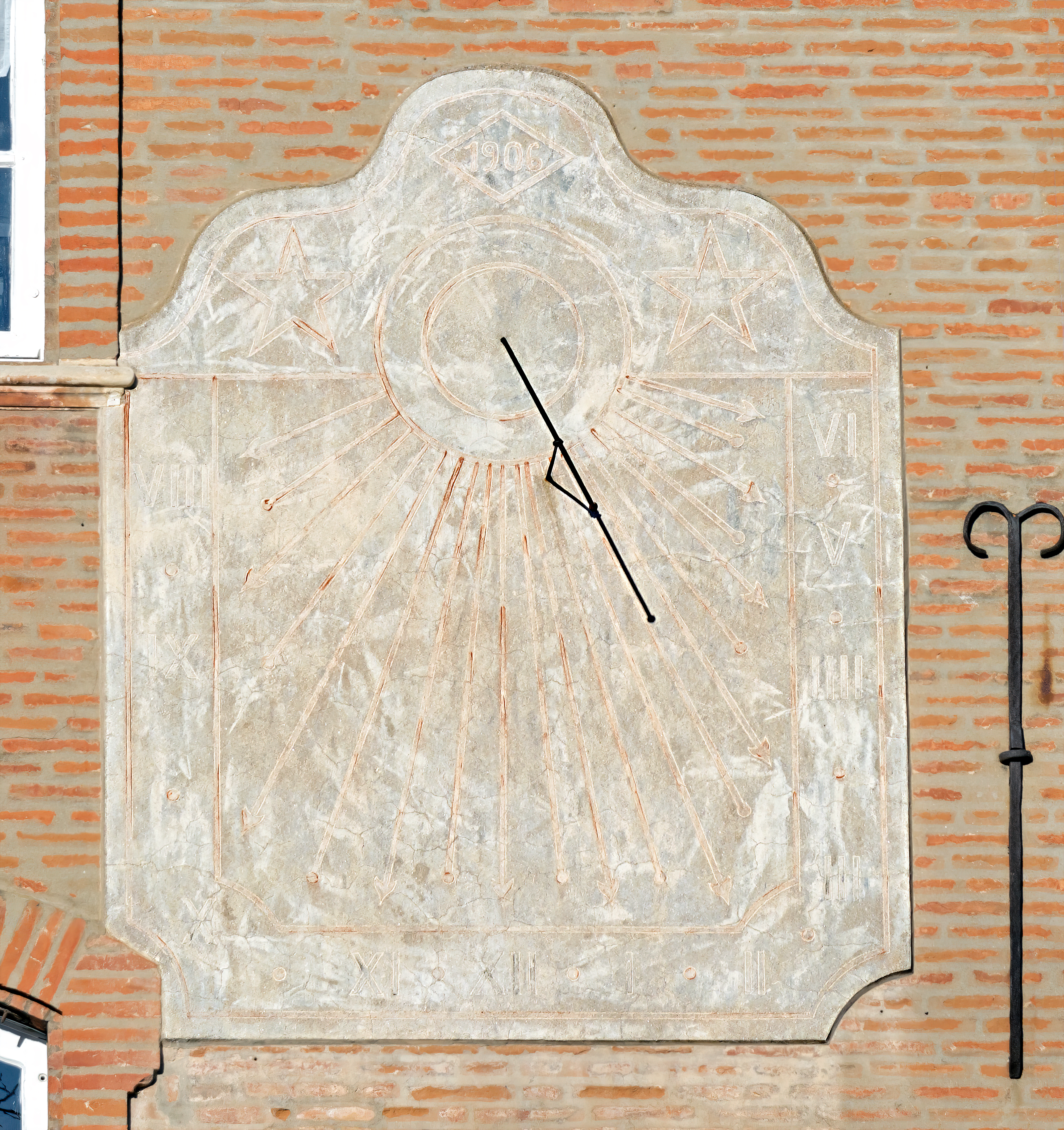
quadrante del 1906
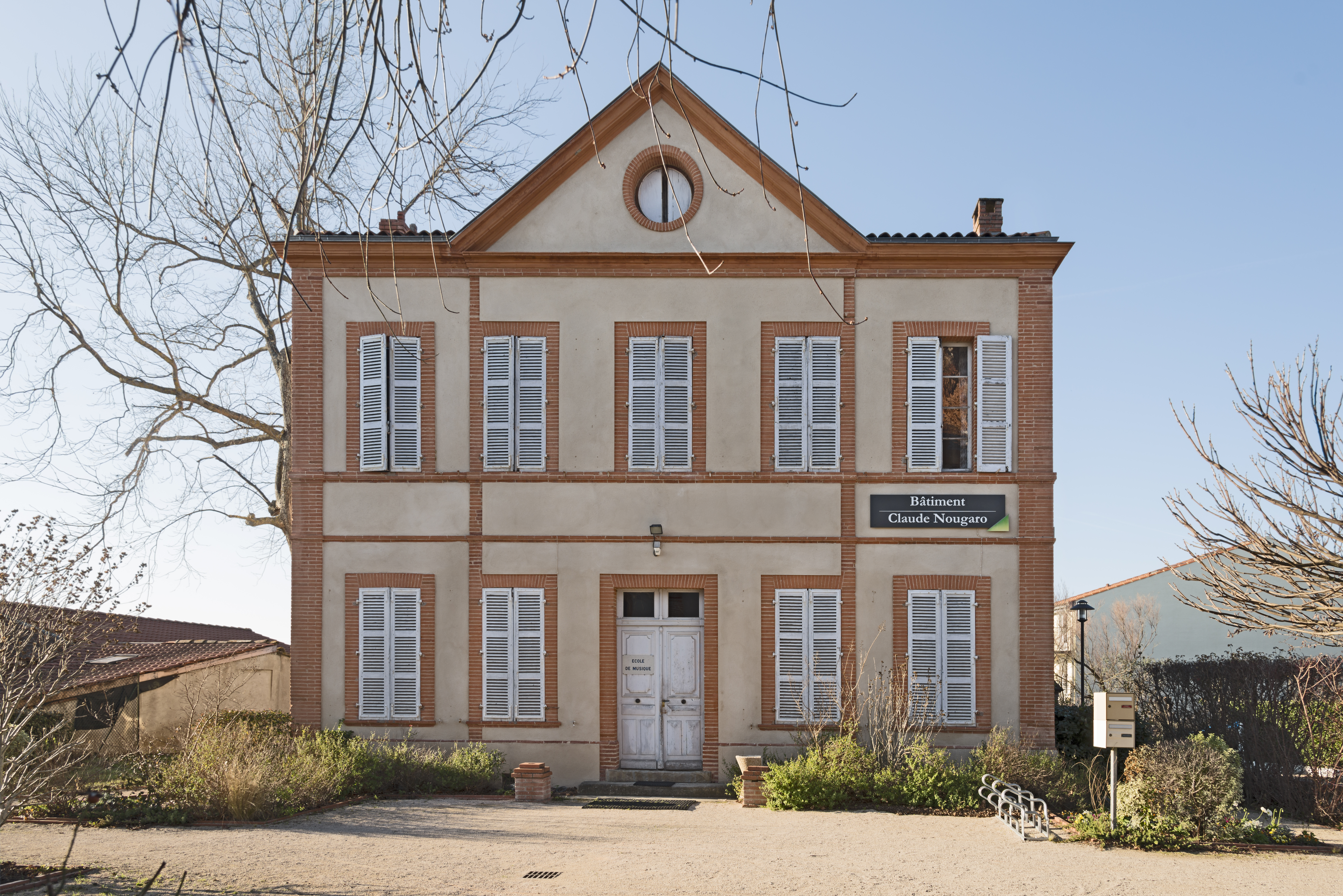
Scuola di musica Claude Nougaro
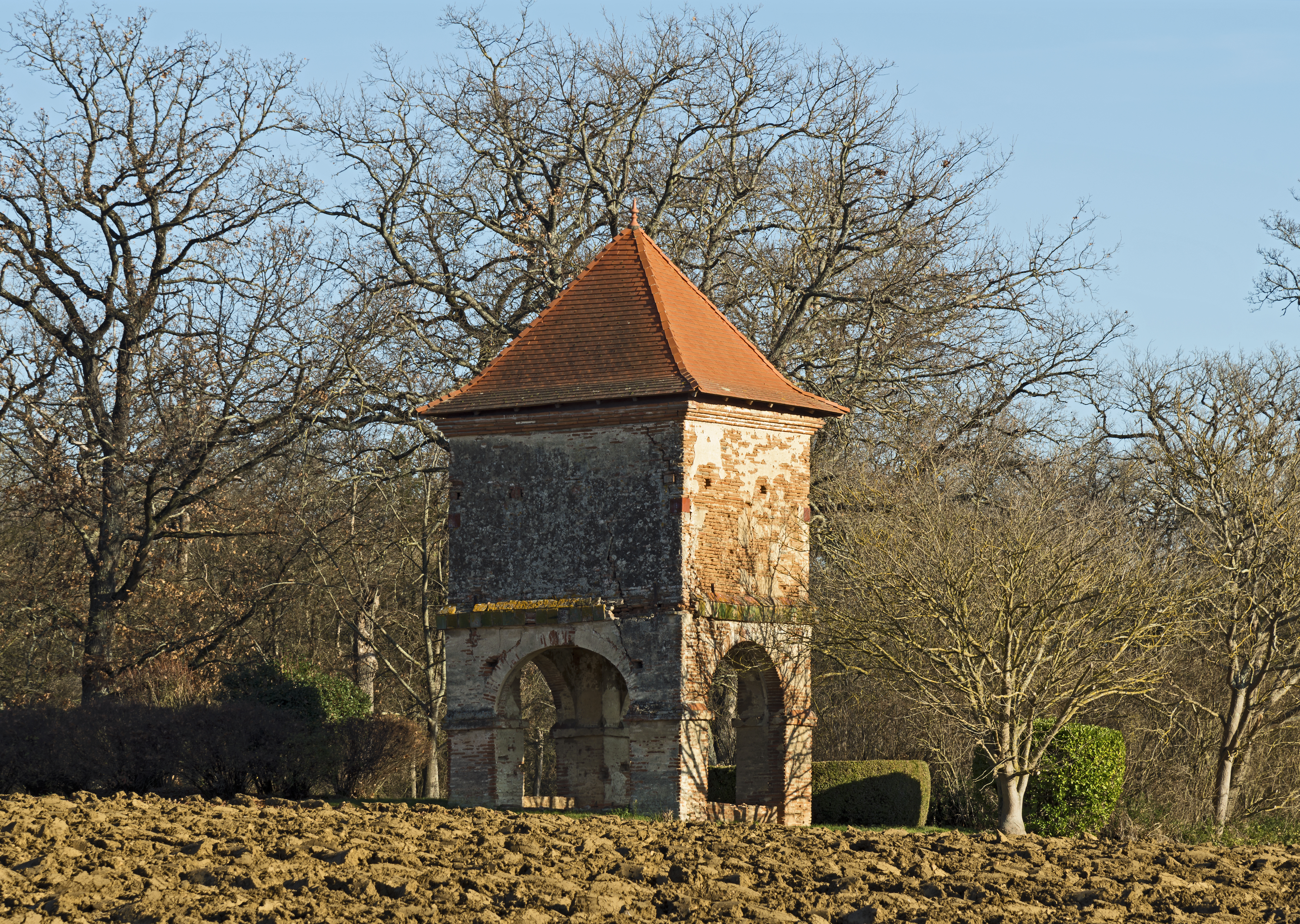
Colombaia di Bouysset.
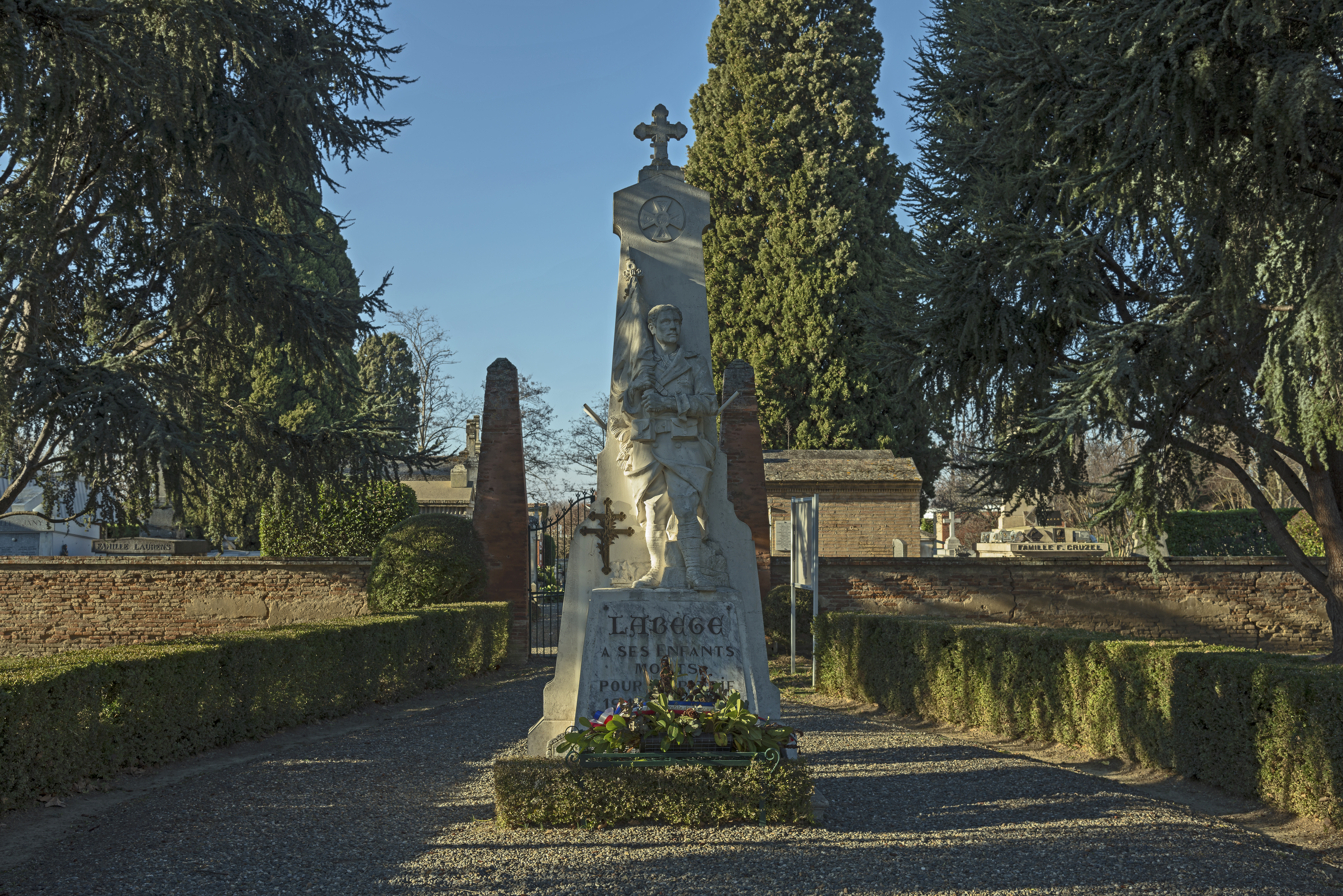
Memoriale di guerra.